# Bohdana Mazjozka
Bohdana Olehiwna Mazjozka (ukrainisch Богдана Олегівна Мацьоцька, englisch Bogdana Matsotska, * 27. August 1989 in Kossiw, Ukrainische SSR, Sowjetunion, deutsch meist Bogdana Mazozka) ist eine ukrainische Ski-Alpin-Fahrerin. Sie war bei den Olympischen Winterspielen Mitglied der ukrainischen Delegation 2010 und 2014.

## Biografie
Bohdana Mazjozka studierte an der Sporthochschule in Lemberg (Львівський державний університет фізичної культури). Aus Solidarität mit den Protestierenden bei den Unruhen in ihrem Heimatland hisste sie bei den Olympischen Winterspielen 2014 auf den olympischen Ringen die ukrainische Flagge und reiste später vorzeitig ab.
Nach den Weltmeisterschaften 2015 in Vail/Beaver Creek, wo sie als bestes Ergebnis den 35. Platz im Super-G belegte, nahm Mazjozka noch an einigen FIS-Rennen teil. Seitdem ist sie nicht mehr in Erscheinung getreten.

## Erfolge

### Olympische Winterspiele
- Vancouver 2010: 37. Slalom, 44. Riesenslalom
- Sotschi 2014: 27. Super-G, 45. Riesenslalom

### Weltmeisterschaften
- Val-d'Isère 2009: 33. Super-G, 42. Riesenslalom, DNF Slalom
- Garmisch-Partenkirchen 2011: 26. Super-Kombination, 34. Platz Abfahrt, 38. Super-G, 52. Riesenslalom, DNF Slalom
- Schladming 2013: 32. Super-Kombination, 46. Riesenslalom, DNF Slalom, DNS Super-G
- Vail/Beaver Creek 2015: 35. Super-G, 40. Slalom, 49. Riesenslalom

### Nor-Am Cup
- Eine Platzierung unter den besten 10

### South American Cup
- Eine Platzierung unter den besten 10

### Universiade
- Harbin 2009: 13. Slalom, 20. Super-G, 24. Abfahrt, 28. Riesenslalom
- Erzurum 2011: 17. Slalom, 43. Riesenslalom, 48. Super-G

### Europäisches Olympisches Winter-Jugendfestival
- Monthey 2005: 35. Riesenslalom, 37. Slalom, 44. Super-G

### Weitere Erfolge
- 10 Siege bei FIS-Rennen